# Pagets sjukdom
Pagets sjukdom eller Pagets deformerande bensjukdom (uppkallad efter James Paget) drabbar skelettet. Vid denna sjukdom har kroppens normala system för underhåll av benvävnaden råkat i obalans. Detta yttrar sig så att nybildningen av benvävnad sker snabbare än nedbrytningen. Nybildningsprocessen är dessutom störd så att benets kvalitet försämras.
Sjukdomen utvecklas i två stadier: Under det första bryts benvävnad ner och ersätts med nytt kalkfattigt ben. Denna nya benvävnad bildas oregelbundet och ger benet en ojämn yta. Abnorm bentillväxt på benets yta leder till förtjockning av benet som också blir mjukare och lätt deformeras. I det andra stadiet lagras kalk i benvävnaden, som trots det förblir av dålig kvalitet och skörare än friska ben. Pagets sjukdom kan drabba ibland bara ett ben eller ibland flera. Vanligast är att sjukdomen drabbar höftben eller skenben men även lårben, skallben, ryggrad och nyckelben drabbas ofta. Det vanligaste symptomet är praktiskt taget oupphörliga smärtor. Ofta är symptomen värst på natten. Andra symptom kan vara förstoring eller deformering av drabbade kroppsdelar. 
Sjukdomen uppträder vanligen efter 50 års ålder och är vanligare bland män än bland kvinnor. Sjukdomen går än så länge inte att bota. Förutom smärtstillande medel kan man lindra symptomen med bisfosfonater eller immunhämmande medel.